# 宋桂
宋桂（Son Kuy，？—1841年），又稱總督桂（ចៅហ្វាយ គុយ，Chavay Kuy），是19世紀時期柬埔寨一位反抗越南統治的一位將軍。他被柬埔寨人認為是民族英雄之一。
宋桂原為佛井省（Preah Trapeang，今越南茶榮省）的總督。因越南阮朝的明命帝在柬埔寨執行強硬的越南化政策，引起民眾的普遍不滿。宋桂起兵反抗越南人的統治，最後被鎮壓。他於1841年被越南人斬首處決。
宋桂被下高棉人視為民族英雄。2016年，柬埔寨救國黨議員英才印將該黨黨首沈良西比作宋桂，引起下高棉人的強烈不滿，要求他道歉。英才印隨後向下高棉人發出道歉信。

## 外部連結
- Oknha Son Kuy（页面存档备份，存于）